# Üzeyir Hacıbəyov
Üzeyir Hacıbəyov (Ağcabədi, 18 settembre 1885 – Baku, 23 novembre 1948) è stato un compositore, direttore d'orchestra e musicologo azero e sovietico.
Nacque a Ağcabədi nel 1885. È considerato il padre dell'opera e della musica classica azera. Dietro sua proposta nel 1920 fu fondata l'Orchestra Sinfonica di Stato dell'Azerbaigian.
Ha composto l'attuale inno nazionale dell'Azerbaigian, ma anche l'inno della passata Repubblica Socialista Sovietica Azera.

## Opere
- Leyli vä Mäcnun / Leyli vә Mәcnun ("Layla e Majnun"), opera in 5 atti (revisione portata a 4) (12 gennaio 1908 a Baku)
- Şeyx Sän'an ("Jeque Sänan"), opera in 4 atti 13 dicembre del 1909 a Baku)
- Rüstäm vä Zöhrab ("Rüstäm e Zöhrab"), opera in 4 atti (12 novembre del 1910 a Baku)
- Se non questa, allora quell'altra (1911)
- Şah Abbas vä Xurşud Banu ("Lo scià Abbas e Xurşid Banu"), opera in 4 atti 10 marzo del 1912 a Baku)
- Äsli vä Käräm ("Äsli e Käräm"), opera in 4 atti (18 maggio del 1912 a Baku)
- Arşın mal alan, opera in 4 atti (1913)
- Koroğlu ("Koroğlu"), opera in 5 atti (30 aprile del 1937 a Baku)
- Firuzä ("Firuzä"), opera in 5 atti (1945)